# Лазовский, Клаудиуш Францишек

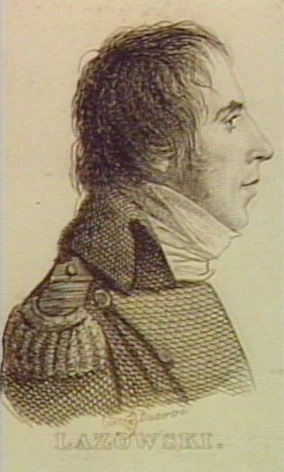
Гравюра Андре Дютертра

Клаудиуш Францишек Лазовский (пол. Klaudiusz Franciszek Łazowski, фр. Claude François Lazowski; 6 февраля 1752, Люневиль — 23 апреля 1793, Исси-ле-Мулино) — поляк, прибывший во Францию во время революции и примкнувший к парижским якобинцам.

## Биография
Его обвиняли в том, что он был вождём убийц в сентябрьские дни. В марте 1793 года, по предложению Верньо, Конвент принял постановление о его аресте, но Робеспьер горячо вступился за него. Когда же в апреле 1793 года он скоропостижно скончался, то в его отравлении обвиняли жирондистов.